# Loena 1963B
Loena 1963B (E-6 serie) (Russisch: Луна-4D, Loena-4D) was de tweede poging van de Sovjet-Unie om een onbemand ruimtevaartuig op de Maan te laten landen. Hij werd gelanceerd op 2 februari 1963. De opdracht was een mislukking. Het ruimtevaartuig kwam niet in de baan rond de Aarde en stortte in neer in de Grote Oceaan, dicht bij de Midway-eilanden.
Loena 1958A · Loena 1958B · Loena 1958C · Loena 1 · Loena 1959A · Loena 2 · Loena 3 · Loena 1960A · Loena 1960B · Spoetnik 25 · Loena 1963B · Loena 4 · Loena 1964A · Loena 1964B · Kosmos 60 · Loena 1965A · Loena 5 · Loena 6 · Loena 7 · Loena 8 · Loena 9 · Kosmos 111 · Loena 10 · Loena 11 · Loena 12 · Loena 13 · Loena 1968A · Loena 14 · Loena 1969A · Loena 1969C · Loena 15 · Kosmos 300 · Kosmos 305 · Loena 1970A · Loena 16 · Loena 17 · Loena 18 · Loena 19 · Loena 20 · Loena 21 · Loena 22 · Loena 23 · Loena 1975A · Loena 24 · Loena 25 · Loenochod